# Храм Святой Параскевы (Узкий Луг)
Це́рковь Свято́й Параске́вы  — православная церковь в селе Узкий Луг Бичурского района Бурятии.

## История
В 1874 году в Узком Луге приступили к строительству церкви Святой Параскевы. Первыми строителями были Парамон Осколков и Дмитрий Трапезников. На следующий год церковь была построена другим строителем, Фирсом Захожим. Клир церкви вёл миссионерскую деятельность среди бурятского племени ашибагатов. В 1893—1896 годах церковным старостой служил Дементий Артемьевич Фомин.
В 1889 году при храме открылась одноклассная церковно-приходская школа. В 1910 году учителем работал Павел Васильевич Николаев.
В 1929 году власти закрыли церковь и в здании открыли сельский клуб, находящийся в нём по настоящее время.
27 октября 2015 года в селе Узкий Луг, с благословления управляющего Бурятской митрополии владыки Савватия, иероманахом Ефремом (Шишкиным) и иереем Рустиком Сидинкиным был совершен чин на основание церкви и водружения креста в честь великомученицы Параскевы..